# Château de Saint-Amé
Le château de Saint-Amé est un château situé sur la commune de Ramatuelle, sur la presqu'île de Saint-Tropez dans le département du Var.
Il a été édifié en 1917 sur les ordres de Victor Larue, fondateur en 1909 des bières Larue en Indochine et notamment à Saïgon des Brasseries et Glacières de l’Indochine (B.G.I.) qui demeurent jusqu’en 1975 le premier contribuable du Vietnam avec 4 000 salariés. Ce négociant, déjà propriétaire de la villa L’Indochinoise à Nice et passionné de botanique, installe dans le parc du château des serres, des roseraies et une grande pergola. Il orne les alentours de sa demeure de fabriques de jardin rappelant le style rocaille ainsi que plusieurs pièces d’eau. Victor Larue et son épouse, Rose, construisent également une cave, puisque la propriété est en partie plantée en vignes. En 1938, le domaine de 45 ha est racheté au neveu et héritier de Victor Larue, mort vers 1926, monsieur Palanque, par une famille d’origine libanaise, les Nehmé, qui construisent une grande volière. 
Le château de Saint-Amé a servi de décors pour le tournage du film Le Gendarme en balade avec Louis de Funès en 1970, et pour celui du film Bilitis de David Hamilton en 1977.
Après une trentaine d’années d’abandon, à partir de 1969, lorsque la famille Nehmé s’en sépare au profit d’un promoteur immobilier grenoblois, la propriété fait ensuite l’objet d’une restauration complète à l’initiative de l’actuel propriétaire, dans les années 2000. La rénovation des vitraux intérieurs est confiée à Carlo Roccella. Il est ensuite acquis par l'oligarque russe Nikolay Sarkisov.
Le château de Saint-Amé, dont les bâtiments et les extérieurs ne sont pas accessibles au public, est l’un des rares châteaux de la presqu’île de Saint-Tropez avec le château Volterra, le château Borelli (domaine des Parcs) et le château de la Moutte, à avoir pu conserver son parc botanique d’origine. Le château de La Messardière, voisin immédiat de Saint-Amé, possède également un parc remarquable, d'une surface actuelle de 14 ha.